# Bergics Lajos
Bergics Lajos  (Siklós, 1958. június 15. –) magyar előadóművész, zenetanár.

## Élete
A Nyíregyházi Főiskola ének-zene, népzene tanár szakán végzett; klasszikus hegedű, klasszikus gitár, zongora, zeneelmélet tanulmányokat folytatott. Dél-Dunántúl népzenéjének kutatása mellett Pécsett a Néprajzi Múzeum népzenei hangtárát rendszerezte, Andrásfalvy Bertalan irányítása mellett, majd a kaposvári múzeumban. Népzenét gyűjtött Somogyban, Baranyában és Erdélyben.
1978-tól Pécsett magyar táncházakat szervez. 1983-ban megalakította a Zengő együttest, melyet azóta is vezet. Több lemezük és CD-jük jelent meg.
Népzenét oktatott a Siklósi Zeneiskolában, a Baranyáért Alapfokú Művészeti Iskolában, a Táncművészeti Főiskolán és a PTE Művészeti Karán; jelenleg a Ciszterci Rend Nagy Lajos Gimnáziumában Pécsett.
Zenetudományi szakcikkeket ír magyar és külföldi folyóiratokba.
Nős, két gyermek édesapja.

## Díjak
- A Népművészet Ifjú Mestere (1981)
- Somogyért Művészeti Díj (1990)
- Baranya Megye Közművelődés és Közoktatás Díj (1994)
- Pécs-Baranyai Kulturális Szövetség Nívódíj (2009)
- Baranya Megye Díszpolgára (2014)